# Nsalaga
Nsalaga ist ein Verwaltungsbezirk (Ward) des Distrikts Mbeya (CC) in der tansanischen Region Mbeya.

## Geografie
Nsalaga liegt im Südwesten von Tansania, es ist der nordöstlichste Bezirk der Stadt Mbeya und grenzt im Norden an den Distrikt Mbarali und im Osten an Mbeya (DC).
Die Fläche beträgt 35,54 Quadratkilometer und bei der Volkszählung 2022 lebten hier 31.837 Menschen in 8508 Haushalten.

## Gliederung
Der Bezirk besteht aus sieben Stadtteilen (Mtaa):
- Nsalaga
- Ntundu
- Itezi Mashariki
- Itezi Mlimani
- Majengo Mapya
- Kibonde Nyasi
- Igamba

## Wirtschaft und Infrastruktur
- Gesundheit: Im Bezirk gibt es drei Apotheken, zwei staatliche und eine private. Die staatlichen befinden sich in Itensa[6] und in Itezi[7], die private ebenfalls in Itezi.[8]

## Sonstiges
Im Jahr 2006 gründete die Herrnhuter Brüdergemeine ein Zentrum für Waisen und gefährdete Kinder, das diesen vor allem eine schulische Ausbildung ermöglicht. Dieses Zentrum wird auch vom evangelischen Kirchenbezirk Mühlacker unterstützt.